# 伊號第五十五潛艦
伊号第五五潜水舰（いごうだいごじゅうごせんすいかん）是大日本帝国海军的一艘潜水艇。是伊五二型潜水舰（丙型改潜水舰）中完成的最后一艘舰。为承此舰名的第二艘军舰。
有关初代伊55请参见伊号第一五五潜水舰或者伊一五三型潜水舰。

## 舰历
- 1941年（昭和16年） 计划于《マル追計画》中建造
- 1942年6月15日 在吴海军工厂开工建造
- 1943年4月20日 下水
- 1944年4月20日 竣工。船籍编入吴镇守府，并配属至第6艦隊第11潜水战隊进行训练任务。
  - 5月5日 在濑户内海与舰队油轮发生碰撞并受损。
  - 6月30日 离开吴港，前往横须贺
  - 7月1日 到达横须贺
  - 7月7日 从横須賀出港。
  - 7月13日 收到命令放弃对关岛的补给任务，前往天宁岛营救被滞留在那里的第一航空舰队飞机机组人员
  - 7月14日 日军方面在收到其发出的「预计于15日夜到达天宁岛」的电报后，联络中断。据美军记录 其于14月上午在天宁岛附近遭美军驱逐舰深水炸弹攻击而沉没。
  - 7月15日 确认于天宁岛附近失踪
  - 10月10日 除籍，乗員112名全員战死。

## 歴代艦長

### 艤装員長
1. 井筒紋四郎少校（1944年3月5日-）

### 艦長
1. 井筒紋四郎少校（1944年4月20日-）